# クリスティアン・オロシュ
クリスティアン・ダニエル・オロシュ（ルーマニア語: Cristian Daniel Oroș、1984年10月15日 - ）はルーマニア・シゲトゥ・マルマツィエイ出身のサッカー選手。ポジションはディフェンダー。

## 経歴
2008年7月26日、FCウニレア・ウルジチェニ戦でリーガ1初ゴールを記録した。
2011年11月30日、UEFAヨーロッパリーグ 2011-12・グループCのハポエル・テルアビブFC戦でUEFAヨーロッパリーグに初出場した。
2014年7月、ウクライナ・プレミアリーグのFCホヴェルラ・ウージュホロドからルーマニア1部のFCアストラ・ジュルジュに移籍した。

## 代表
2011年6月11日、国際親善試合のパラグアイ戦でルーマニア代表デビューを果たした。

## 個人成績
| 国際大会個人成績 | 国際大会個人成績     | 国際大会個人成績 | 国際大会個人成績 | 国際大会個人成績 | 国際大会個人成績 | 国際大会個人成績 |
| 年度             | クラブ               | 背番号           | 出場             | 得点             | 出場             | 得点             |
| UEFA             | UEFA                 | UEFA             | UEFA EL          | UEFA EL          | UEFA CL          | UEFA CL          |
| ---------------- | -------------------- | ---------------- | ---------------- | ---------------- | ---------------- | ---------------- |
| 2011-12          | ラピド・ブカレスト   | 15               | 2                | 0                | -                | -                |
| 2012-13          | ラピド・ブカレスト   | 15               | 4                | 0                | -                | -                |
| 2014-15          | アストラ・ジュルジュ | 15               |                  |                  | -                | -                |
| 通算             | UEFA                 | UEFA             | 6                | 0                | -                | -                |